# Watertorens van Koeweit
De Watertorens van Koeweit (Arabisch:أبراج الكويت) staan in Koeweit-stad.
Deze drie torens zijn ontworpen door de Zweedse architecten Sune Lindström en Malene Björn.
De torens werden zwaar beschadigd tijdens de eerste Golfoorlog.

## Bouwwerk
- De hoogste toren heeft een waterreservoir en op 123 meter hoogte een roterend observatieplatform.
- De tweede toren is 145 meter hoog en heeft ook een waterreservoir.
- De derde toren heeft geen bol en dient om de twee andere te verlichten.